# Abell 3827

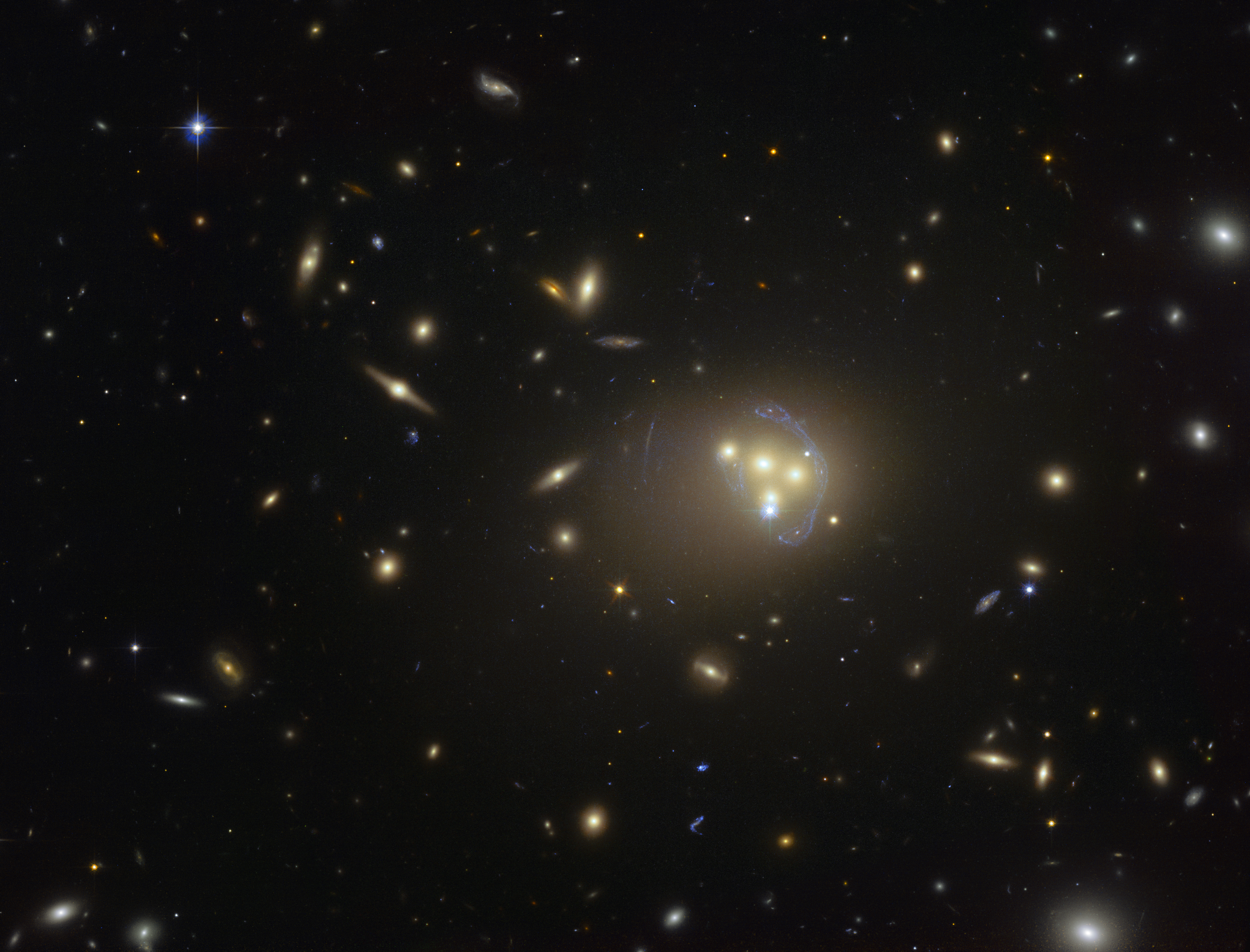
Gromada Abell 3827 na zdjęciu z teleskopu Hubble’a

Abell 3827 – gromada galaktyk znajdująca się w konstelacji Indianina w odległości około 1,4 mld lat świetlnych od Ziemi.
W centrum gromady znajduje się galaktyka ESO 146-IG 005, najbardziej masywna znana galaktyka.